# Khí quyển Sao Diêm Vương

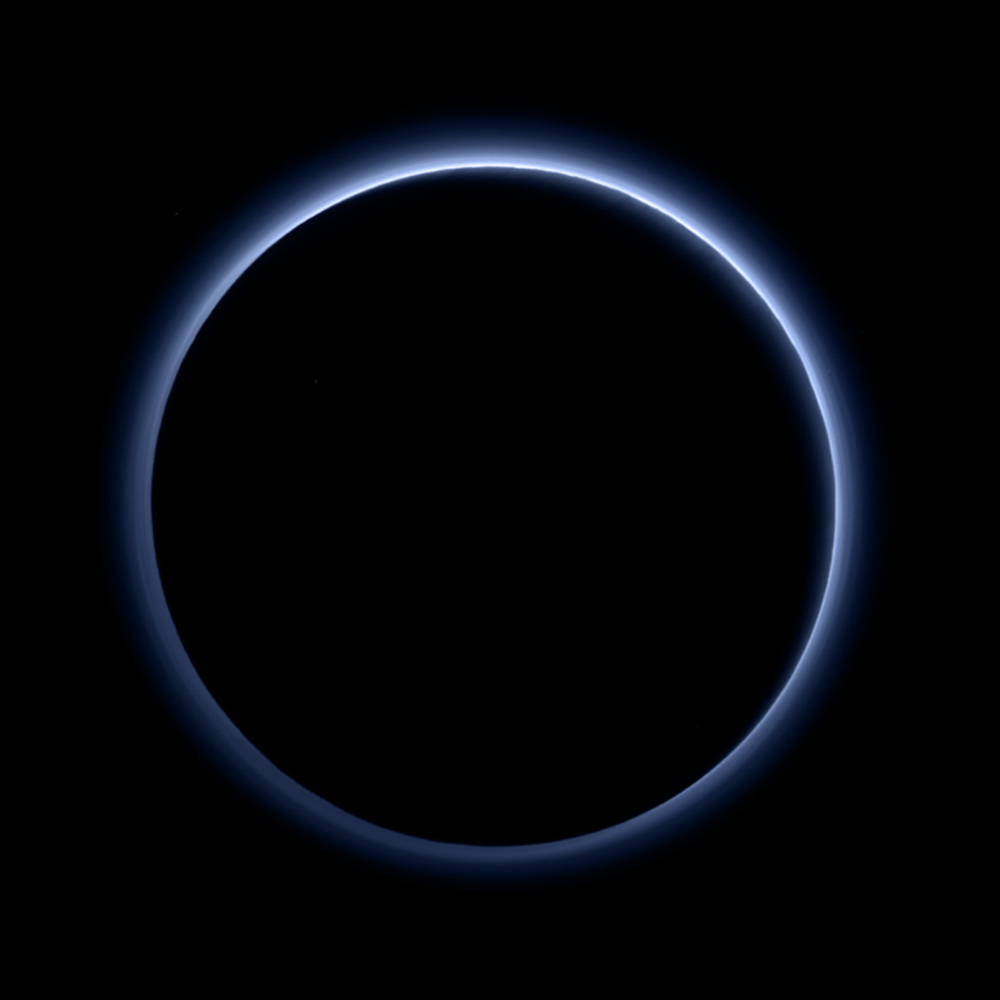
Ảnh chụp của New Horizons về khí quyển Sao Diêm Vương bị Mặt Trời chiếu sáng ngược.

Khí quyển Sao Diêm Vương là lớp khí mỏng bao quanh hành tinh lùn, có thành phần gồm khí nitơ, mêtan, và cacbon mônôxít. Chúng có nguồn gốc từ băng trên bề mặt bốc hơi tạo thành. Áp suất bề mặt trong khí quyển thay đổi từ 6,5 tới 24 μbar. Người ta cho rằng quỹ đạo êlip dẹt của Sao Diêm Vương có ảnh hưởng lớn đến khí quyển của nó: khi Diêm Vương Tinh chuyển động ra xa Mặt Trời, bầu khí quyển của nó bị đóng băng dần và rơi trở lại bề mặt. Khi Sao Diêm Vương đến gần Mặt Trời hơn, nhiệt độ bề mặt tăng lên, băng trên bề mặt thăng hoa thành khí. Quá trình này tạo ra hiệu ứng nhà kính ngược; giống như mồ hôi làm lạnh cơ thể khi nó toát ra bề mặt da, sự thăng hoa này làm lạnh bề mặt của Sao Diêm Vương. Các nhà khoa học sử dụng mảng kính thiên văn vô tuyến Submillimeter Array gần đây đã phát hiện ra rằng nhiệt độ trên bề mặt Sao Diêm Vương vào khoảng 43 K (−230 °C), lạnh hơn 10 K so với giá trị trước đó.
Do có mặt mêtan, một loại khí nhà kính mạnh, hiện tượng đảo ngược nhiệt độ trong khí quyển của Sao Diêm Vương đã xảy ra, với nhiệt độ trung bình ấm hơn 36 K ở độ cao trên 10 km so với bề mặt. Tầng khí quyển thấp hơn có độ tập trung mêtan cao hơn so với tầng khí quyển trên cao.
Chứng cứ đầu tiên cho thấy Sao Diêm Vương có bầu khí quyển được tìm thấy tại Đài quan sát trên không Kuiper (Kuiper Airborne Observatory) năm 1985, dựa trên quá trình quan sát một ngôi sao bị che khuất bởi Sao Diêm Vương. Khi một thiên thể không có bầu khí quyển di chuyển ra phía trước ngôi sao thì ánh sáng từ ngôi sao bị biến mất một cách đột ngột; trong trường hợp của Diêm Vương Tinh, ngôi sao mờ dần dần đi. Từ tốc độ mờ dần, người ta tính ra được áp suất khí quyển bằng 0,15 pascal, xấp xỉ 1/700.000 so với của Trái Đất. Những kết quả này được củng cố mạnh mẽ bằng những quan sát mở rộng trong quá trình che khuất xảy ra vào năm 1988.
Năm 2002, sự kiện Sao Diêm Vương che khuất một ngôi sao khác đã được quan sát và phân tích bởi đội đứng đầu bởi Bruno Sicardy ở Đài quan sát Paris, James L. Elliot ở MIT, và Jay Pasachoff ở Williams College. Kết quả họ thu được thật ngạc nhiên, áp suất khí quyển ước tính bằng 0,3 pascal, cho dù thời điểm này Sao Diêm Vương nằm xa Mặt Trời hơn so với thời điểm năm 1988 và do đó bầu khí quyển phải lạnh và loãng hơn. Một cách giải thích cho sự khác biệt này là năm 1987, cực nam của Sao Diêm Vương bắt đầu đi ra khỏi bóng tối trong suốt 120 năm, gây ra hiện tượng nitơ thăng hoa từ băng ở cực nam. Phải mất hàng thập kỉ để khí nitơ dư thừa ngưng tụ lại trong bầu khí quyển khi nó bị đóng băng trên chỏm băng tối vĩnh cửu ở cực bắc. Các đỉnh nhọn trong biểu đồ dữ liệu từ các nghiên cứu này cho thấy khả năng có gió thổi trong khí quyển của Sao Diêm Vương. Đội MIT-Williams College gồm James Elliot, Jay Pasachoff, và đội do Leslie Young dẫn đầu từ Viện nghiên cứu Tây Nam Southwest Research Institute cũng quan sát sự che khuất của Sao Diêm Vương vào ngày 12 tháng 6 năm 2006 tại Australia.
Tháng 10 năm 2006, Dale Cruikshank ở Trung tâm nghiên cứu Ames thuộc NASA (người đồng lãnh đạo dự án New Horizons) và các đồng nghiệp thông báo họ phát hiện ra dấu vết của êtan trong quang phổ trên bề mặt của Sao Diêm Vương. Lượng êtan này được sinh ra từ sự quang phân hay sự phân ly do bức xạ (sự chuyển đổi hợp chất hóa học do ánh sáng hay bức xạ) của mêtan đóng băng trên bề mặt Sao Diêm Vương hay lơ lửng trong bầu khí quyển của nó.